# Lee Morgan (album 1971)
Lee Morgan è un doppio album di Lee Morgan, pubblicato dalla Blue Note Records nel 1972. Il disco fu registrato al Van Gelder Studio di Englewood Cliffs, New Jersey (Stati Uniti) nelle date indicate nella lista tracce. L'album fu ripubblicato in seguito (1998) su CD con il titolo di The Last Session.

## Tracce
Lato A
1. Capra Black – 15:46 (Billy Harper) – Registrato il 18 settembre 1971

Lato B
1. In What Direction Are You Headed? – 16:30 (Harold Mabern) – Registrato il 17 settembre 1971

Lato C
1. Angela – 6:24 (Jymie Merritt) – Registrato il 17 settembre 1971
2. Croquet Ballet – 10:50 (Billy Harper) – Registrato il 17 settembre 1971

Lato D
1. Inner Passions Out – 17:40 (Freddie Waits) – Registrato il 17 settembre 1971[3]

## Musicisti
- Lee Morgan - tromba, flicorno
- Grachan Moncur III - trombone
- Billy Harper - sassofono tenore, flauto alto
- Harold Mabern - pianoforte, pianoforte elettrico
- Bobbi Humphrey - flauto
- Jymie Merritt - basso elettrico
- Reggie Workman - basso acustico, percussioni
- Freddie Waits - batteria, recorder